# Jožka Pejskar
Jožka Pejskar, vlastním jménem Josef Pejskar, přezdívaný Jožka Pero (7. prosince 1912 Malá Skalice – 22. září 1999 Fallbrook, USA) byl český rozhlasový redaktor a exilový pracovník.

## Životopis
Narodil se v Malé Skalici na Náchodsku. Byl členem Československé strany národně socialistické. Ve 20. a 30. letech navštěvoval v Brně Ústřední školu dělnickou, kterou zřizovala právě ČSNS a kde působili profesoři Masarykovy univerzity.
Pracoval jako dopisovatel Českého slova a roku 1945 začal pracovat pro Slovo národa, stranický list ČSNS. Byl zároveň zaměstnancem nakladatelství Melantrich a ve Znojmě, kde v té době bydlel, měl na starosti distribuci. Psal do stranického tisku a psal protikomunistické články. Komunisty byl označován jako „rozbíječ Národní fronty“, po komunistickém převratu v únoru 1948 byl zbaven pozice redaktora a České slovo bylo pozastaveno. Od mládí měl problém se zrakem, únorové události přečkal na oční klinice ve Znojmě díky dobrodiní primáře, ač člena KSČ. Zatykač na něho vydaný pozbyl platnosti amnestií Klementa Gottwalda u příležitosti jeho nástupu do funkce prezidenta.
Emigroval v listopadu/prosinci 1948, když překročil státní hranice do Rakouska po předchozím upozornění, že má být zatčen. Toto upozornění mu předal úředník Státní bezpečnosti Cipr. Jožka Pejskar byl v té době ženat, měl jednoho syna, který roku 1948 ve věku devíti let zemřel na plicní chorobu. Od roku 1950 pracoval ve Svobodné Evropě, kam jej získal Ferdinand Peroutka, když jej doporučil Pavlu Tigridovi do mnichovské redakce.
Jožka Pejskar pracoval hlavně pro pořad Rub a líc, který pojednával o tom jak číst komunistický tisk a poslouchat komunistický rozhlas. Roku 1955 založil exilový měsíčník České slovo a stal se jeho šéfredaktorem. Roku 1958 byl vyloupen Pejskarův byt agenty Státní bezpečnosti. Krátce poté, v roce 1959, zemřela jeho manželka a Pejskar se dostal do tíživé finanční situace spojené s její nákladnou léčbou v USA. Roku 1961 se znovu oženil s Češkou žijící v Torontu. Zde po srpnu 1968 přijal americké občanství. V Torontu se seznámil s Ervinem Marákem, agentem Státní bezpečnosti působícím v Berlíně. (Poté ve Svobodné Evropě byla zpřísněna bezpečnostní opatření, ale odolal jim i známější agent Pavel Minařík.)
Stál také u myšlenky vzniku Poradního sboru Čechů a Slováků v západní Evropě, který měl sjednotit různé názorové proudy emigrantů.
Roku 1979 jeho práce ve Svobodné Evropě skončila a odstěhoval se do USA. Státní bezpečnost na něj vedla svazek, který končí roku 1982 slovy: „Během jeho rozpracování byly prováděny pokusy s cílem jeho získání ke spolupráci s československou rozvědkou. Bylo zjištěno, že se jedná o zarytého antikomunistu, nepřítele socialistického zřízení, agenta americké speciální služby, osobu pro nás neverbovatelnou.“
Po roce 1989 přijel několikrát i do Československa a roku 1995 mu Václav Havel propůjčil Řád Tomáše Garrigua Masaryka.

## Dílo
- Poslední pocta (4 svazky o osobnostech českého exilu mapující exil v letech 1939-1994)
- Pronásledovaní vlastenci - Perzekuce čs. národních socialistů 1897-1980, 1987 280 stran
- Útěky železnou oponou, Polygon 1989, Melantrich 1992, 280 stran, ISBN 80-7023-125-4